# Stato monastico dei Cavalieri di Malta
Lo Stato monastico dei Cavalieri di Malta fu un'entità territoriale nelle isole maltesi, governata dai Cavalieri Ospitalieri e nominalmente vassalla del Regno di Sicilia.
I cavalieri rimasero a Malta dal 1530 fino al decreto del Direttorio francese, emanato il 12 giugno 1798 in seguito all'occupazione napoleonica: da quel momento non esistette più un'entità territoriale statale dell'ordine, che sopravvisse come ordine equestre, anche se in vari Paesi dotato straordinariamente di soggettività di diritto internazionale.

## Storia
Dopo una permanenza di oltre due secoli dello Stato monastico dei Cavalieri di Rodi, il primo gennaio 1523 il Gran Maestro Philippe de Villiers de L'Isle-Adam con una caracca, due galee e una chiatta, accompagnato dai trecento ospitalieri messisi in salvo dal durissimo assedio all'isola disposto dal sultano ottomano Solimano il Magnifico, fu costretto a partire da Rodi per cercare una nuova sede.

### Origine
I cavalieri soggiornarono provvisoriamente a Viterbo, a Nizza e in Sicilia, fino a che, il 24 marzo 1530, l'imperatore Carlo V, in qualità di Re di Sicilia concesse agli esiliati il piccolo arcipelago maltese, facente parte del regno siciliano, in cambio dell'omaggio feudale annuo di un falcone e del difficile compito di presidiare Tripoli. Al contrario di Rodi, la cui piena sovranità era stata conferita dal Papa, lo status giuridico di Malta era quello di un feudo e i cavalieri conseguiranno più tardi un'indipendenza statuale de facto.

Bandiera dei cavalieri ospedalieri

I Cavalieri, ai quali mancava molto l'atmosfera di Rodi, trovarono in Malta un'isola brulla, desolata e scarsamente popolata. Il capoluogo Mdina era circondato da mura arabe e vi risiedevano i nobili locali in monumentali palazzi. Il Gran maestro Philippe de Villiers de L'Isle-Adam non gradì dimorarvi e, insieme ai compagni, scelse come sede Birgu, un villaggio di pescatori con un piccolo forte: anche i maltesi e gli aristocratici si dimostrarono sospettosi nei riguardi dei nuovi arrivati. Nominalmente ebbero lo stato di vassallo del re di Sicilia. Intanto Tripoli venne loro tolta dall'ammiraglio ottomano Dragut nel 1551.
Continuarono la loro azione di contrasto alla guerra di corsa musulmana, combattendo con la loro flotta i corsari barbareschi provenienti dal Nordafrica berbero.

### L'assedio ottomano

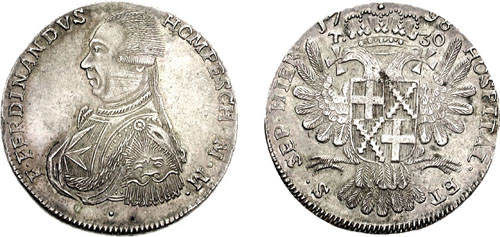
Moneta dell'ultimo Gran Maestro

I cavalieri, malgrado avessero a disposizione solo poche navi, erano degli esperti navigatori e causarono non poche noie alle navi ottomane. Gli Ottomani riunirono quindi un'altra grossa forza militare con lo scopo di eliminare i Cavalieri anche da Malta e nel 1565 invasero l'isola, dando inizio al grande assedio di Malta.
L'assedio durò circa quattro mesi, durante i quali gli Ottomani espugnarono una dopo l'altra le posizioni dei Cavalieri, pagando tuttavia un prezzo altissimo per ogni conquista; nella battaglia trovò la morte anche il comandante turco, il famoso corsaro Dragut. Infine il 6 settembre, quando ormai i difensori di Malta erano ridotti a circa 600 (da 9 000 che erano inizialmente, di cui 700 Cavalieri), arrivò in loro aiuto la flotta spagnola partita dalla Sicilia. Anche gli Ottomani erano ormai così provati che si ritirarono quasi senza combattere: avevano perso circa 30 000 uomini.

### La nuova capitale
In seguito la situazione migliorò e dal 1565 al 1571 fu costruita la nuova capitale La Valletta (prese il nome dal gran maestro Jean de la Valette), ideata dall'architetto toscano Francesco Laparelli, proposto dal papa Pio V, e dal maltese Girolamo Cassar, progettista della concattedrale di San Giovanni.
Si procedette al ripristino della flotta e alla fortificazione della nuova città con possenti baluardi e roccheforti (Sant'Elmo e Sant'Angelo) che servivano a difendersi dai barbareschi e da Solimano il Magnifico. Furono realizzati, inoltre, il grande ospedale, le sedi delle varie Lingue e il palazzo del Gran Maestro, in cui fu organizzata una piccola ma brillante corte.

### La partecipazione a Lepanto
Nel 1571 diverse galee dell'Ordine parteciparono alla battaglia di Lepanto dando un valido contributo alla vittoria della cristianità. L'imperatore Rodolfo II, nel 1607, conferì al capo dello Stato maltese Alof de Wignacourt (che veniva eletto dal Consiglio magistrale) la dignità di principe del Sacro Romano Impero e, più tardi, il papa Urbano VIII il trattamento di Sua Altezza Eminentissima.
Dopo questi successi militari, con l'aumento del benessere e del prestigio dei cavalieri, La Valletta acquisì in Europa la nomea di città non proprio conventuale ma piuttosto rilassata nei costumi, dove era possibile anche per lo straniero reperire varie forme di divertimenti.

### Il Seicento
Nel Seicento i Cavalieri sostennero e stimolarono le attività culturali e artistiche abbellendo la capitale con preziosi edifici. Il Gran Maestro Alof de Wignacourt, nel 1607, accolse sotto la sua protezione il pittore Caravaggio: le cui opere la Decollazione di san Giovanni Battista e il San Girolamo scrivente, sono custodite ancora a La Valletta. Il temperamento irrequieto dell'artista e un violento litigio con un cavaliere, però, furono, nel 1608, motivo di espulsione dall'isola.
Un significativo rappresentante della pittura del regno di Napoli, invitato nel 1661 nella corte magistrale di Raphael Cotoner, fu il calabrese Mattia Preti (1613-1669) che morirà proprio a La Valletta. Decorò la concattedrale e il duomo di San Paolo di Mdina e dipinse molti altri quadri nelle chiese isolane.
Nel XVII e nel XVIII secolo la prosperità di Malta fu in evidente contrasto con le condizioni delle altre isole mediterranee, anch'esse assediate dai musulmani. Nonostante l'esclusivismo aristocratico dei Cavalieri, lo Stato si presentava ai viaggiatori europei ricco, ordinato e amministrato con avvedutezza.
Una fonte primaria di ricchezza del piccolo arcipelago era costituita dal commercio degli schiavi: nel Settecento vi lavoravano almeno duemila turchi, arabi o berberi catturati su navi mercantili o da guerra nelle incursioni al largo della costa africana. Lo scudo maltese coniato nell'isola era piuttosto quotato, come diventò famoso l'ospedale con la sua corsia lunga sessanta metri e la modernità delle prestazioni che garantiva: i pazienti erano assistiti dagli stessi Cavalieri e serviti, per motivi igienici, in piatti d'argento.

### La decadenza
Il Settecento fu il secolo della decadenza dello Stato maltese: i Cavalieri, infatti, avevano messo da parte i princìpi che li avevano ispirati inizialmente e la perdita di uno dei suoi membri più autorevoli, la Lingua d'Inghilterra, diventata anglicana, rappresentò un duro colpo. I Cavalieri, nondimeno, non rinunciarono al grande interesse di costruire, come dimostra la linea Cottonera che è una tra le più vaste e munite fortificazioni europee. La confisca, nel 1797, dei beni dell'ordine ubicati in Francia peggiorò una situazione ormai critica, nonostante l'offerta di protezione da parte dello zar Paolo I di Russia.

### L'invasione francese
Un'imponente flotta francese, guidata da Napoleone Bonaparte, durante la spedizione in Egitto, sostò al largo di Malta e, con il pretesto che i governanti locali avevano rifiutato il rifornimento di acqua richiesto, entrò nel porto de La Valletta ponendo fine all'indipendenza dell'isola il 12 giugno 1798. I cavalieri, non potendo incrociare le armi con altri cristiani, si arresero e l'ultimo Gran Maestro Ferdinand von Hompesch zu Bolheim lasciò per sempre l'isola, dimettendosi poi nel 1799. L'Ordine di Malta continuò la sua attività ospedaliera e assistenziale cambiando varie sedi, ma senza più recuperare il potere temporale.

## Bibliografia

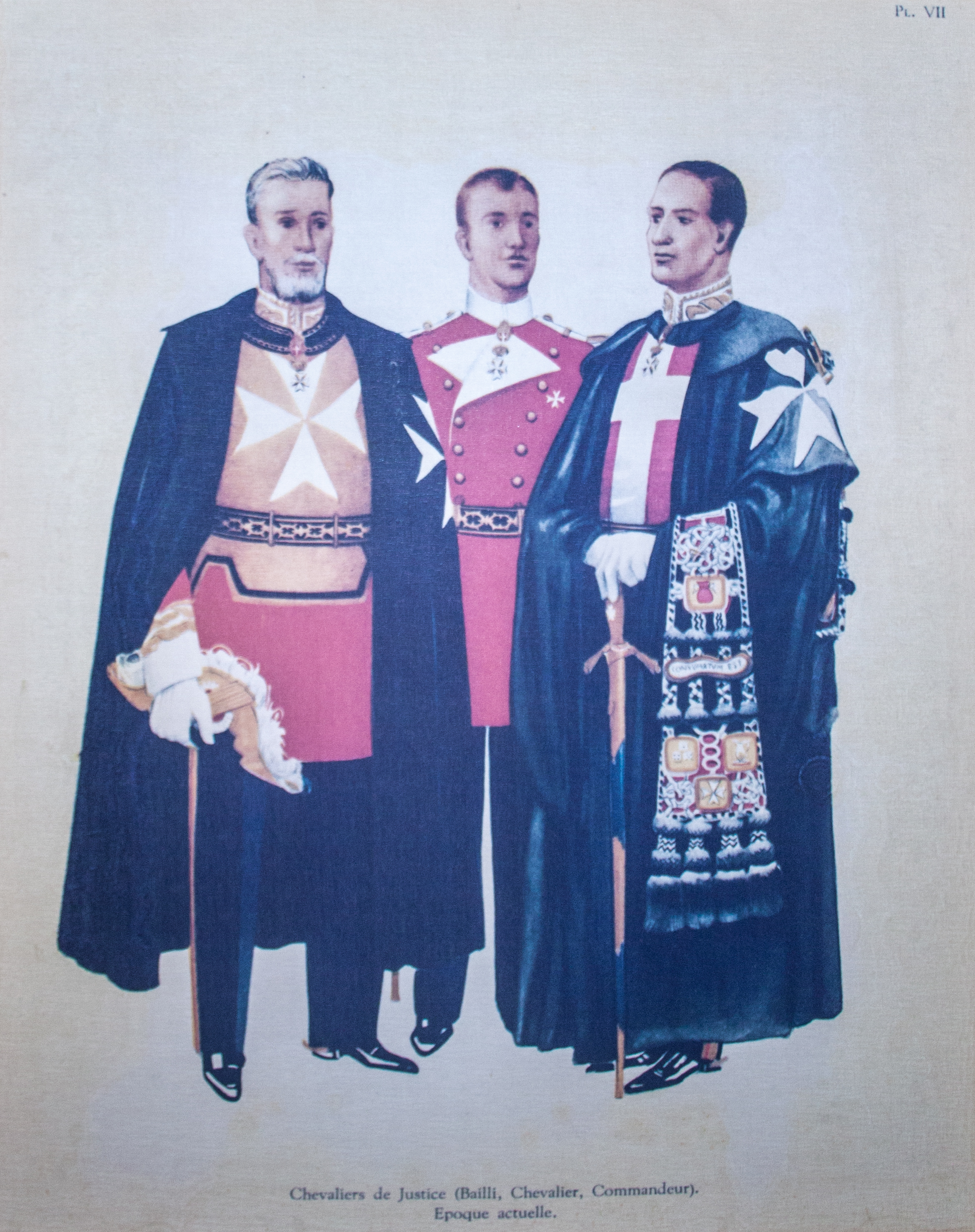
Cavalieri di Malta

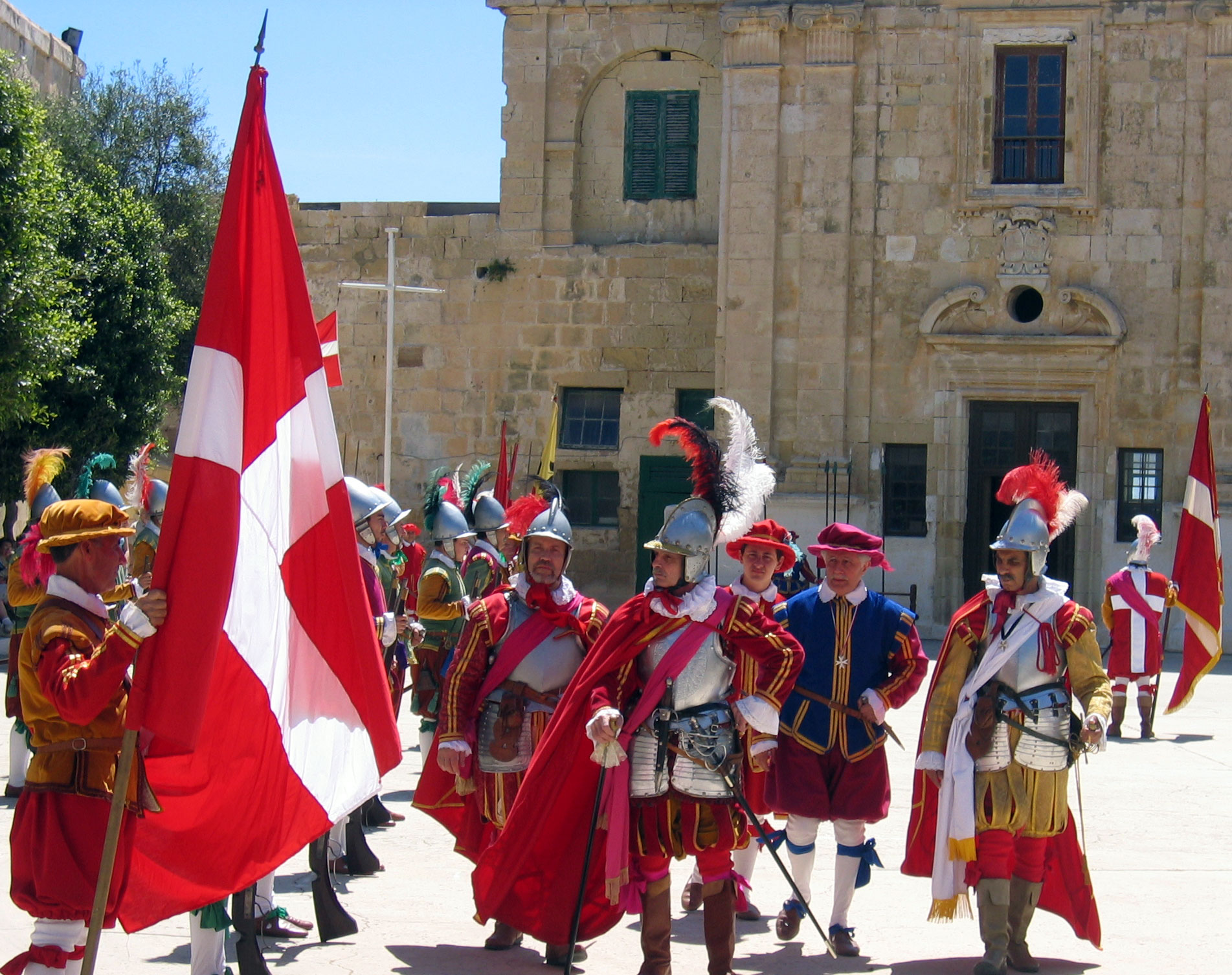
Rievocazione storica